# Kapitalmarktunvollkommenheit
Die Kapitalmarktunvollkommenheit hat ihre Wurzeln in dem theoretischen Modell des vollkommenen Kapitalmarktes. Von einem unvollkommenen Kapitalmarkt ist die Rede, sobald eine der Bedingungen des vollkommenen Kapitalmarktes nicht erfüllt ist. In der Realität liegt aufgrund von Konkurskosten, Transaktionskosten, asymmetrisch verteilten Informationen, begrenzt rationalem Verhalten und nicht diversifizierten Portfolios ein unvollkommener Kapitalmarkt vor.
Technische Fortschritte, insbesondere die wachsende Verfügbarkeit von Informationen durch das Internet, aber auch staatliche Maßnahmen zur Erhöhung der Transparenz der Kapitalmärkte und sinkende Transaktionskosten aufgrund eines wachsenden Wettbewerbs führen zu einer, wenn auch nur geringen, Annäherung an den vollkommenen Kapitalmarkt.
Bis heute existiert keine geschlossene Theorie des unvollkommenen Kapitalmarktes. Im Gegensatz dazu ist der vollkommene Kapitalmarkt klar definiert. Aufgrund der Vielfalt an möglichen Ausprägungen von Unvollkommenheit gibt es nicht „das“ Modell des unvollkommenen Kapitalmarkts.  Im Folgenden werden verschiedene Formen von Kapitalmarktunvollkommenheiten beschrieben, wie sie auf den Finanzmärkten beobachtet werden können.

## Formen

### Asymmetrische Informationen
Kapitalmarktunvollkommenheiten sind aus Informationsasymmetrien abzuleiten. Die Marktpartner auf dem Kreditmarkt, Finanzier und Investor, sind in unterschiedlicher Weise über das Investitionsprogramm und dessen Risiken informiert. So haben die nach Kapital suchenden Unternehmen in der Regel bessere Informationen über die möglichen Risiken und Erträge der geplanten Investitionen als die Kapitalgeber. Die Voraussetzung der uneingeschränkten Transparenz des vollkommenen Kapitalmarkts ist somit nicht gegeben, da nicht jeder Marktteilnehmer zu allen Informationen und zu jedem Zeitpunkt Zugriff hat. Die Informationsasymmetrie kann in zwei verschiedenen Formen auftreten: Vor und nach Vertragsabschluss. Das Vorhandensein von asymmetrischen Informationen führt im Wesentlichen zu zwei Problemen: adverse Selektion und Moral Hazards. Das Problem der adversen Selektion entsteht bereits vor Vertragsabschluss und behandelt das Verdrängen „guter“ Risiken von „schlechten“ Risiken. Moral Hazard hingegen entsteht erst nach Vertragsabschluss und beschreibt die Gefahr, dass sich Individuen verantwortungslos oder leichtsinnig – entgegen den Interessen des Kreditgebers – verhalten. Zur Lösung beider Probleme müssen Informationen gesammelt, verarbeitet und ausgewertet werden. Das Bankensystem hat bei der Lösung dieser Probleme eine besondere Bedeutung für die Realwirtschaft, da sie Informationen sammeln und auswerten und somit Informationsasymmetrien vermindern. Je geringer die Unvollkommenheiten des Kapitalmarktes sind, desto besser funktioniert der Kapitaltransfer und desto mehr Kredite können für Investitionen mobilisiert werden.

### Beschränkter Kapitalmarkt
Ein bedeutender Fall für Marktunvollkommenheiten sind abweichende Soll- und Habenzinssätze. Entgegen dem Modell der vollkommenen Kapitalmärkte sind dann Investitionen und Finanzierungen nicht mehr beliebig austauschbar, sondern mit zusätzlichen Kosten verbunden. Die Differenz zwischen den beiden Zinssätzen können als „Bankkosten“ gedeutet werden.  Investitionen sind also in der Realität mit Finanzierungskosten verbunden. Die Höhe der Finanzierungskosten variiert dabei. Abweichende Soll- und Habenzinssätze entstehen dadurch, dass Unternehmen für Geldanlagen eine geringere Verzinsung erhalten, als sie für eine Kreditaufnahme leisten. Transaktionskosten oder Mindestreserveverpflichtungen können auch Grund für die Differenz sein.

### Strikte Kapitalrationierung
Kapital ist knapp. Sowohl die Aufnahme als auch die Anlage finanzieller Mittel ist begrenzt. Strikte Kapitalrationierung liegt vor, wenn von einem betrachteten Marktteilnehmer maximal ein bestimmter Betrag an Geld zu einem gegebenen Zinssatz beschafft werden kann. Wirtschaftssubjekte haben in der Regel nur eingeschränkt die Möglichkeit, sich über den Kapitalmarkt zu finanzieren. Die Vergabe von Krediten ist an die Leistung von Sicherheiten geknüpft, die nicht in beliebigem Umfang zur Verfügung stehen. Ein steigender Verschuldungsgrad bedingt häufig einen höheren Zins.  Wenn die Finanzierungskosten umso höher werden, je mehr Kapital beschafft wird, liegt eine Form der Kapitalmarktunvollkommenheit vor, die als schwache Kapitalrationierung bezeichnet wird.
Der weltweite Wettbewerb um Kapital führt dazu, dass Unternehmen auf den Kapitalmärkten schwer an Kapital kommen, wenn sie bei gegebenem Risiko eine zu niedrige Rentabilität aufweisen. Verschärft wird dies durch die Regelungen des Basler Ausschusses („Basel II“) und die Folgevereinbarung Basel III. Demnach müssen Banken strengere Eigenkapitalvorschriften bei der Kreditvergabe einhalten und bemühen zur Bestimmung des Risikos des Unternehmens bzw. Kredites externe oder interne Ratings.  Folgen sind schlechtere Kreditkonditionen und speziell für die tendenziell niedrigen Ratings von kleineren mittelständischen Unternehmen ein eingeschränkter Kreditrahmen.
Allen Fällen der Kapitalmarktunvollkommenheit ist gemeinsam, dass die Kosten der Finanzierung für eine bestimmte betrachtete Investition (unter anderem) davon abhängen, welche anderen Investitionen durchgeführt und welche Geldanlagen und welche anderen Finanzierungen vorgenommen werden. Im Allgemeinen ist es bei einem unvollkommenen Kapitalmarkt nicht möglich, eine Investition isoliert und unabhängig von den subjektiven Wünschen und der individuellen Situation eines Investors zu beurteilen.

## Beispiele

### Capital Asset Pricing Model
Das Capital Asset Pricing Model (CAPM) von Lintner, Mossin und Sharpe ist eine Gleichgewichtstheorie, die einen vollkommenen Kapitalmarkt unterstellt. Ergebnisse der Kapitalmarktforschung zeigen jedoch, dass sowohl die Annahmen als auch die Implikationen empirisch nicht überzeugend sind. Der kapitalmarktorientierte Ansatz leitet aus historischen Aktienkursrenditen den Beta-Faktor für die Risikoquantifizierung und Berechnung des Diskontierungszinssatzes ab. Dabei wird angenommen, dass aus Kapitalmarktdaten rational auf die Rendite eines Unternehmens geschlossen werden kann. Erkenntnisse der empirischen Kapitalmarktforschung deckten seit den 1980er Jahren zunehmend Anomalien in der CAPM Methode auf. So stellte Basu (1977)  fest, dass niedrig bewertete Aktien eine überdurchschnittlich hohe Rendite erwarten lassen. Viele Studien zeigen auch die dürftige Aussagekraft des Beta-Faktors für Aktienrenditeprognosen.  Danach tendieren Portfolios mit einem niedrigen Beta zu einem höheren durchschnittlichen Ertrag als von CAPM vorhergesagt, während Portfolios mit einem hohen Betafaktor dazu tendieren einen niedrigeren durchschnittlichen Ertrag zu haben als von CAPM prognostiziert.

### Volatilitäts-Anomalie
Die Volatilitätsanomalie drückt eine inverse Rendite-Risiko-Beziehung aus. Die Grundannahme der Kapitalmarkttheorie, welche besagt, dass ein höheres Risiko (Volatilität) zu einer höheren erwarteten Rendite führt, wird von einigen Studien bezweifelt.  Demnach erzielen Unternehmen mit niedrigerem Verschuldungsgrad und niedrigerem Risiko eine höhere Rentabilität. In einer Studie für den deutschen Kapitalmarkt zeigte sich sogar, dass die Unternehmen mit dem höchsten Ertragsrisiko eine negative Eigenkapitalrendite ausweisen.  Die hohe Rendite von Unternehmen mit niedrigem Risiko kann durch die Modelle des vollkommenen Kapitalmarktes nicht erklärt werden.